# Warli
Die Warli sind eine über 300.000 Menschen zählende indigene Volksgruppe (Adivasis) im indischen Bundesstaat Maharashtra, die in einem Gebiet etwa 150 Kilometer nördlich von Mumbai leben. Sie sprechen eine Muttersprache, die nicht in Schriftform existiert. 
Die Schöpfungsmythen und Geschichten ihrer sehr alten, eigenständigen Lokalreligion werden sowohl mündlich als auch in Bildern überliefert. Traditionell werden die Warli-Malereien zu zeremoniellen Anlässen wie Hochzeiten oder Erntefesten von den Frauen mithilfe eines Bambusstabes und weißer Farbe aus Reispaste, Wasser und Gummiharz auf den Terrakotta farbigen Wänden ihrer Hütten aufgetragen.
Seit die indische Regierung Anfang der 1970er-Jahre Maßnahmen ergriffen hat, um diese ephemere traditionsgebundene Kunst (verschiedener Stammesgemeinschaften) zu erhalten, ist die Kunst der Warli zunehmend in das Licht der Öffentlichkeit getreten. Rasch wurde das außergewöhnliche künstlerische Talent von Jivya Soma Mashe erkannt, der in Indien mittlerweile eine Berühmtheit, im Westen dagegen noch weitgehend unbekannt ist. Nunmehr mit modernem Material ausgestattet, war Jivya S. Mashe der erste Mann, der täglich und ohne rituellen Anlass mit weißer Acrylfarbe auf mit Kuhdung grundierte Leinwände malte. Inzwischen ist die Malerei auf mobilen Bildträgern wie Leinwand und Papier ein überwiegend von Männern dominiertes kommerzielles Geschäft geworden.
Jivya Soma Mashe hat sowohl die eigenständige Zeichensprache der Warli, die auf den geometrischen Grundformen (Dreieck, Kreis und Quadrat) basiert als auch ihre Motive und Themen aufgrund eigenständiger Beobachtungen verfeinert und weiterentwickelt. Mit einer besonders gekonnten und präzisen Ausführung sowie seinem sehr freien, flüssigen Stil verleiht er seiner eigenen Sicht auf die Welt Ausdruck und erzählt in seinen Malereien sowohl die Schöpfungsmythen und Legenden seiner Religion als auch vom alltäglichen Dorfleben. Dabei werden bestimmte zentrale Formen und Motive immer wieder variiert.
Die beiden typischen traditionellen Musikinstrumente der Warli sind das aus Kalebassen bestehende Rohrblattinstrument tarpu und die Stabzither ghanghli, die in Form und Spielweise der jantar in Rajasthan entspricht.